# Fazer
Pour les articles homonymes, voir Fazer.

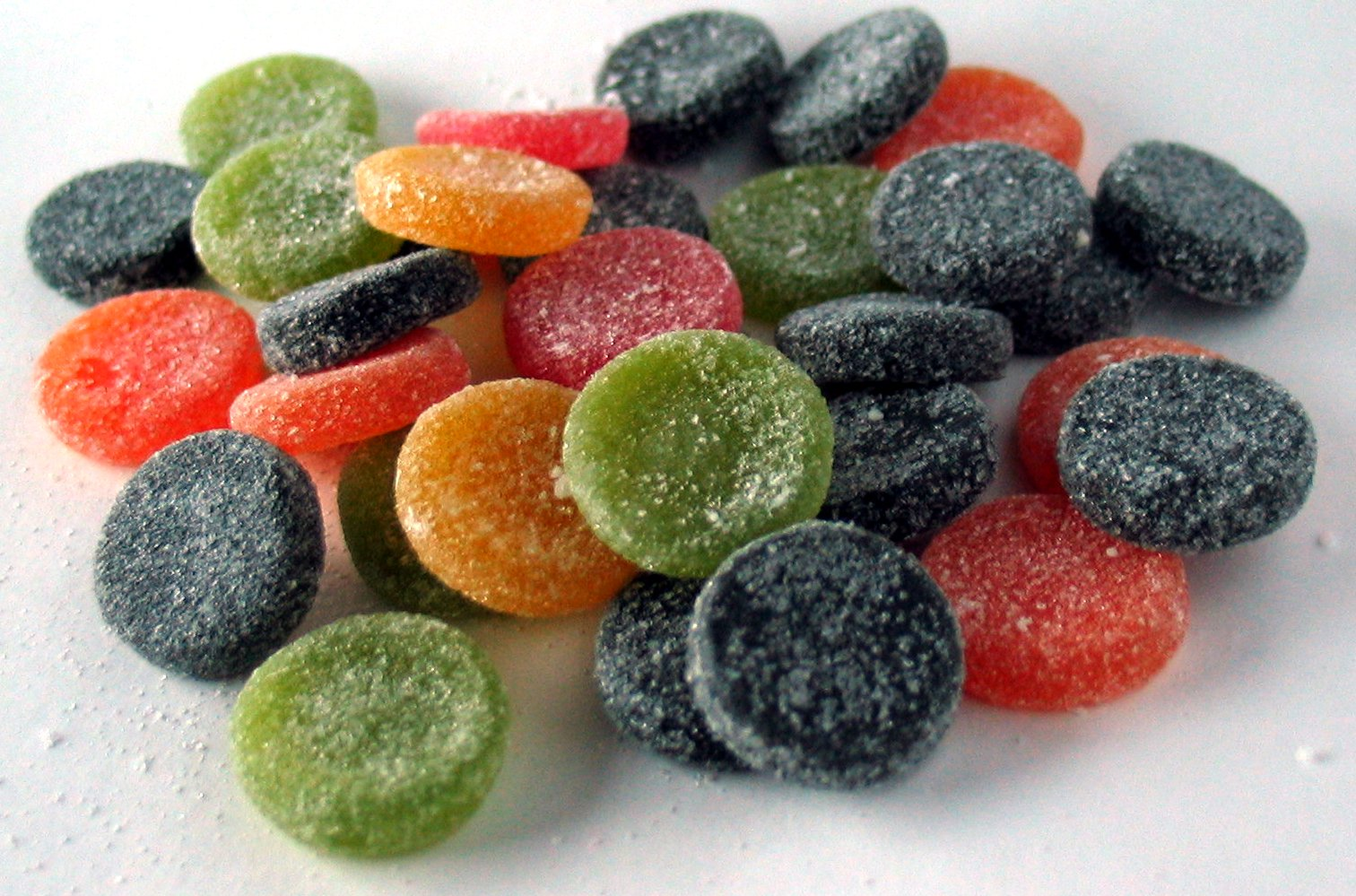
Pantteri, des bonbons de salmiakki produits par Fazer

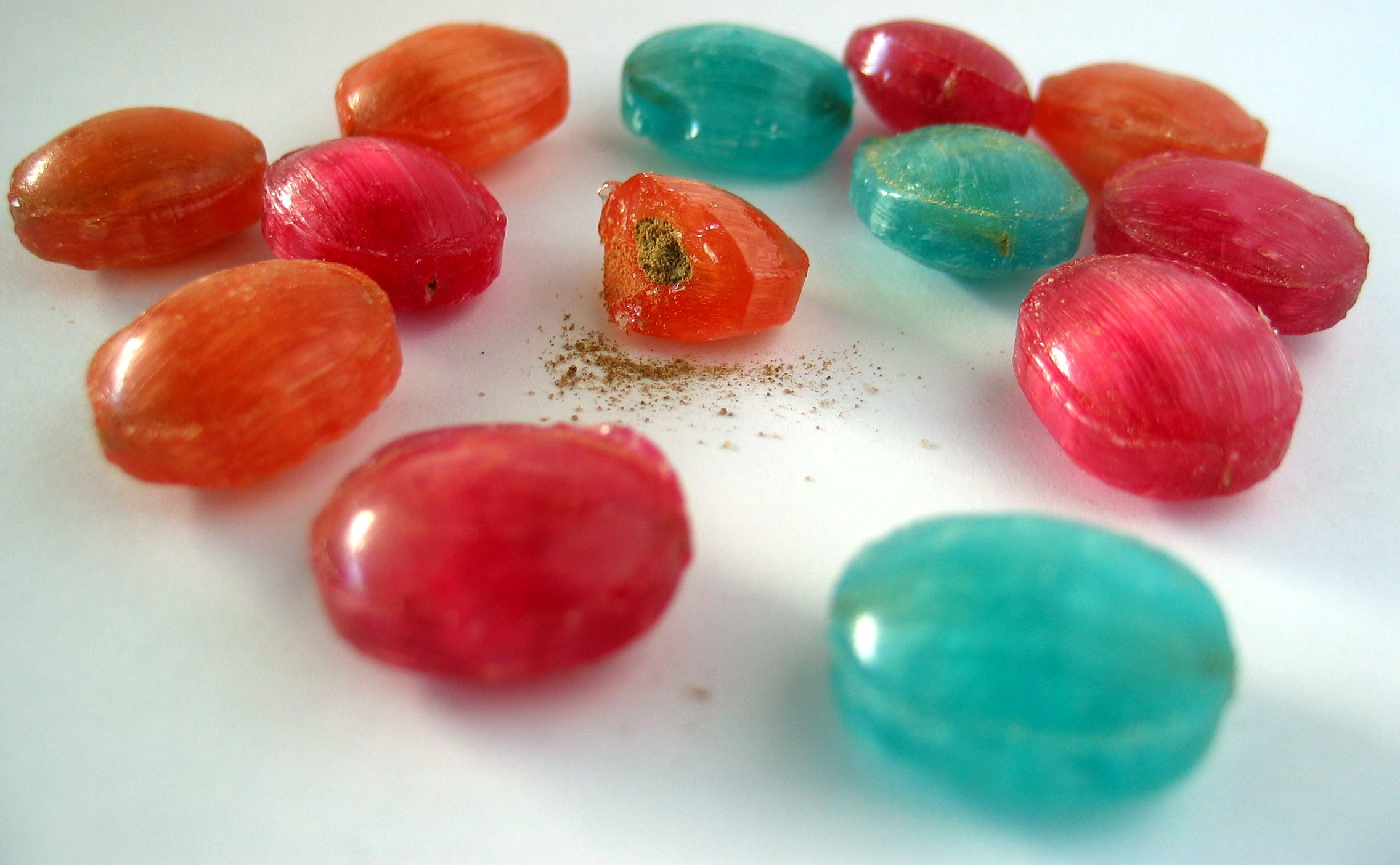
Bonbons tyrkisk peber (« poivre turc »)

Fazer est l'une des plus grandes sociétés agroalimentaires de Finlande.

## Présentation
Créée par Karl Fazer en 1891, elle était d'abord située au centre-ville de Helsinki. Aujourd'hui elle emploie plus de 10 000 personnes en Finlande, Suède, Norvège, Danemark, aux pays baltes, au Royaume-Uni, et en Russie.
Sa production est aujourd'hui divisée en quatre sections : Fazer Amica, une chaîne de restaurants ; une chaîne de boulangeries ; Candyking, une chaîne de magasins de bonbons et autres sucreries, et Fazer Café, une chaîne de cafés, dont le principal établissement est sur Kluuvikatu à Helsinki.
Fazer a acheté plusieurs autres sociétés, dont Chymos (finlandaise), et Perelly (danoise). La production de bonbons a été fusionnée avec celle de son ancien rival, Cloetta (de Suède), créant ainsi Cloetta Fazer. Plus tard, Fazer Keksit (biscuits) a été vendu à Danone, qui l'a renommé en LU Suomi.

### Source
- (en) Cet article est partiellement ou en totalité issu de l’article de Wikipédia en anglais intitulé « Fazer » (voir la liste des auteurs).